# Peter F. Hamilton
Pour les articles homonymes, voir Hamilton.
Œuvres principales
- Greg Mandel (1993)
- L'Aube de la nuit (1996)
- Dragon déchu (2001)
- La Saga du Commonwealth (2004)
- La Trilogie du Vide (2007)
- Les Naufragés du Commonwealth (2014)

Peter F. Hamilton, né le 2 mars 1960 dans le comté de Rutland du Royaume-Uni, est un écrivain de science-fiction britannique, surtout connu pour ses œuvres de space opera.
The Suspect Genome, inédit en France, a remporté le prix British Science Fiction de la meilleure fiction courte 2000. Dragon déchu a été nommé pour le prix Arthur-C.-Clarke 2002.
En 2008, l'éditeur britannique Pan Macmillan annonce que ses dix premiers romans se sont vendus à près de deux millions d'exemplaires dans le monde.

## Biographie
Peter F. Hamilton suit des études scientifiques sans aller à l’Université jusqu'au bout, car il travaille tôt en usine et, durant les années 1980, s'occupe à toute heure de sa mère gravement malade. Depuis son adolescence, pour s'occuper, il lit beaucoup de livres de science-fiction, comme ceux d’Arthur C. Clarke, Robert A. Heinlein, Isaac Asimov, Brian Aldiss, Larry Niven. Il lit également des magazines comme New Scientist sur les développements de la science et de la technologie — les presses de science-fiction et de fantastique à cette époque-là étaient très courantes outre-Manche — et, une idée en tête, s'achète une machine à écrire.

### Vie privée
En 2008, Peter F. Hamilton vit toujours près de Rutland Water auprès de sa femme, Kate, de sa fille, Sophie, et de son fils, Felix.

## Carrière d'écrivain
Peter F. Hamilton commence à écrire en 1987 et vend sa première nouvelle Death Day qui, par la suite, paraît dans Fear, un magazine consacré à l’horreur ouverte à la science-fiction et à la fantasy, en 1989. Il en écrit ensuite d'autres pour de petits journaux, pour le magazine Interzone et pour l’anthologie In Dreams and New Worlds. Après ses nombreuses nouvelles, l'éditeur de Pan Books (en) lui passe un coup de fil, lui demandant s'il est en train de travailler sur un roman. C'est ainsi que son premier roman Mindstar Rising (Mindstar, titre français paru en 2010) paraît en 1993. Il est suivi par A Quantum Murder en 1994 (Quantum, titre français paru en 2010) puis The Nano Flower en 1995 (Nano, titre français paru en 2011) qui font partie de la première trilogie The Greg Mandel Books (Greg Mandel en France) qui met en vedette le détective psychique dans un avenir proche devant le réchauffement de la planète et le gouvernement communiste. Le petit public anglophone commence très vite à s'y intéresser.

« J'ai commencé à écrire la science-fiction parce que c'était le genre que j'ai vraiment apprécié, étant môme. Je suis né à Rutland, le Comté le plus petit de l'Angleterre avec un secteur assez rural et, à cette époque-là, la science-fiction était une évasion. Les romans d'Edward Elmer Smith, Isaac Asimov et Arthur Clarke m'amusaient énormément et je m'étais mis à écrire du même genre. Je voulais que les lecteurs les appréciassent de la même manière que j'ai eue. »

— Peter F. Hamilton
En janvier 1996, Macmillan Publishers publie The Reality Dysfunction, connu sous le titre français Rupture dans le réel, premier tome de la trilogie The Night's Dawn Trilogy (L'Aube de la nuit), sur l'univers space opera de la Confédération reflétant son admiration pour le Cycle du Fulgur d'Edward Elmer Smith.
Lors de l'interview pour le magazine Locus en 1998, Peter F. Hamilton avait déclaré son intention d'écrire autre chose plutôt que de revenir à son personnage Greg Mandel : on découvre pourtant dans le magazine Interzone, en 2000, une nouvelle The Suspect Genome qui fait revenir ce héros et, comme l'explique l'auteur dans le magazine français Galaxies, existait déjà sous forme de synopsis [qu']il lui a fallu un long moment avant de pouvoir écrire. Cette nouvelle remporte d'ailleurs le prix British Science Fiction de la meilleure fiction courte dans l'année suivante.

### Succès en France

#### L'Aube de la nuit

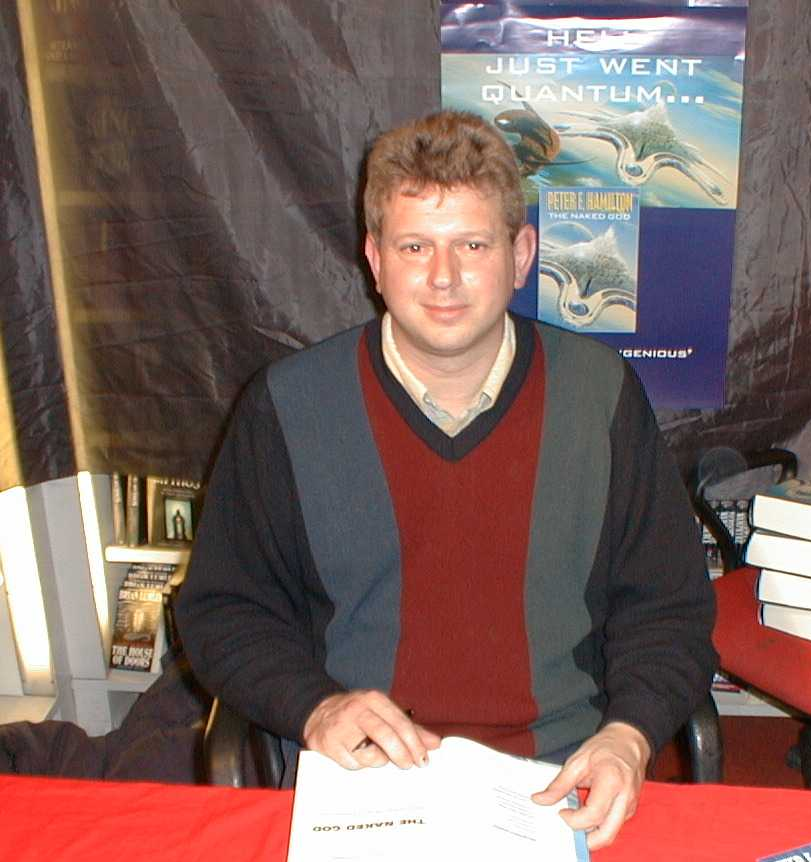
Peter F. Hamilton signe les livres de la trilogie L'Aube de la nuit à Londres en 1999.

La France découvre le nom de l'auteur grâce à sa série en six tomes L'Aube de la nuit en septembre 1999 chez l'éditeur Robert Laffont qui comprend plus de trois mille pages. Cette série a pour trame un univers répandu d'une richesse des mondes et des colonies orbitales artificielles. L'intrigue se concentre sur le retour des morts depuis l'au-delà, ceux-ci prenant possession du corps des êtres humains.

#### Dragon déchu
Sa popularité grimpe à nouveau lorsque Bragelonne publie en avril 2003 Dragon déchu décrivant une véritable société ultra-capitaliste. L'auteur y prend son temps et précise des aspects surprenants de la vie du héros, des vaisseaux interstellaires et des principes sur les voyages spatiaux entre les portails et trous de ver.

#### La Saga du Commonwealth
Arrive en octobre 2005 L'Étoile de Pandore, premier tome de La Saga du Commonwealth qui s'étend à travers des dizaines de mondes et de personnages, montre une nouvelle fois le futur proche de l'humanité sur un thème de rajeunissement. Le second sort en mars 2006. En revanche, contrairement aux deux premiers volets, le troisième contient un sous-titre : Judas déchaîné qui sort en avril 2007 et le dernier Judas démasqué en septembre de la même année.
Cette tétralogie explore les effets sociaux de la quasi complète élimination de l'expérience sur la mort à la suite de l'utilisation généralisée de la technique de rajeunissement décrite dans le roman inédit en France Misspent Youth, qui se passe dans le même univers 340 ans plus tôt. Un peu du même style que L'Aube de la nuit, Peter F. Hamilton décrit également, en détails, un univers avec un petit nombre d'espèces exotiques distinctes en interaction essentiellement pacifique et qui se trouvent soudainement face à une menace extérieure de plus en plus sinistre.
S'y rattachent aussi plusieurs nouvelles.

#### La Trilogie du Vide
Le Vide qui songe de La Trilogie du Vide, publié en août 2008, se situe dans le même univers que La Saga du Commonwealth, mille deux cents ans après la fin du dernier roman Judas déchaîné. L'auteur met en ligne la chronologie Timeline sur son site internet, nous permettant de savoir ce qui s'est passé durant la période séparant L'Étoile de Pandore et la dernière trilogie qui la suit. À noter que, dans l'anthologie Le Nouveau Space Opera de Gardner Dozois et Jonathan Strahan, parue en mars 2009, une nouvelle Béni par un ange, écrite en 2007, se produit également dans cet univers et raconte une rencontre avec un ange technologique. Le dernier volet intitulé Vide en évolution a été publié en juin 2011.

#### Greg Mandel
En attendant le dernier volume de La Trilogie du Vide, le label Milady des éditions Bragelonne publie finalement la trilogie de Greg Mandel, dont le premier volume Mindstar sort en mars 2010 et le second Quantum en septembre. L'histoire se déroule dans l'Angleterre du XXIe siècle, profondément modifiée par le réchauffement climatique, et raconte un ancien militaire, vétéran de la guerre en Turquie, qui faisait en effet partie de la brigade Mindstar qui regroupait les combattants doués de pouvoirs psychiques.
L'action se déroule alors dans l'Angleterre native de l'auteur (comté du Rutland) entre la ville de Peterborough (devenu un port après la montée des eaux et la submersion de l'estuaire de la Rivière Nene) et le lac d'Oakham (réservoir d'eau du Rutland) où G. Mandel installera sa ferme sur une péninsule au milieu du lac.

#### Les Naufragés du Commonwealth
En 2014, l'auteur publie le début d'un nouveau cycle dont l'histoire se déroule dans le même univers que La Saga du Commonwealth. Chronologiquement, elle se trouve entre la saga du Commonwealth et la Trilogie du Vide. Mais elle est parue en dernier après les deux autres sagas. Dans celui-ci d'autres humains issus d'une flotte de colonisation parviennent dans le Vide et y sont confrontés à un ennemi, les Fallers.
Comme souvent chez Hamilton, il y a plusieurs genres utilisés : space opera, fantastique et steampunk.

### Travail
Peter F. Hamilton écrit principalement pendant l'après-midi et le soir, sans contrainte de durée, son but étant d'aller au bout de la partie en cours d'écriture. De manière générale, il relit sa première version, voit s'il peut l'améliorer pour en arriver à la version définitive.

#### Style
Avant de commencer le processus d'écriture d'une œuvre telle que La Trilogie du Vide, Peter F. Hamilton passe entre six et neuf mois à mettre en place les détails de l'univers, de façon à établir un ensemble cohérent et logique, et il prend son temps sur la création du monde également. Une fois que tout est en place, il commence enfin à développer plusieurs personnages dont plus de trois principaux. Les thèmes de ses romans évoquent souvent la politique et des scènes de sexe.
Il est souvent associé à d'autres auteurs de space opera comme Alastair Reynolds, Stephen Baxter, Ken MacLeod et d'autres écrivains du Royaume-Uni, ainsi qu'à des auteurs américains de space opera notamment Dan Simmons.

## Œuvres

### Romans et recueils de nouvelles
| Titre français                                                           | Dépôt légal                                     | Titre original                                  | Éditeur                                         | ISBN                                            | Note                                                                                                   |
| Greg Mandel (The Greg Mandel Books (1993-1995))                          | Greg Mandel (The Greg Mandel Books (1993-1995)) | Greg Mandel (The Greg Mandel Books (1993-1995)) | Greg Mandel (The Greg Mandel Books (1993-1995)) | Greg Mandel (The Greg Mandel Books (1993-1995)) | Greg Mandel (The Greg Mandel Books (1993-1995))                                                        |
| ------------------------------------------------------------------------ | ----------------------------------------------- | ----------------------------------------------- | ----------------------------------------------- | ----------------------------------------------- | --- |
| Mindstar                                                                 | mars 2010                                       | Mindstar Rising (1993)                          | Milady                                          | (ISBN 978-2-8112-0290-3)                        | |
| Quantum                                                                  | septembre 2010                                  | A Quantum Murder (1994)                         | Milady                                          | (ISBN 978-2-8112-0414-3)                        | |
| Nano                                                                     | novembre 2011                                   | The Nano Flower (1995)                          | Milady                                          | (ISBN 978-2-8112-0635-2)                        | |
| L'Aube de la nuit (The Night's Dawn Trilogy (1996-2000))                 |                                                 |                                                 |                                                 |                                                 | |
|                                                                          |                                                 | The Confederation Handbook (2000)               |                                                 |                                                 | Inédit en France. Originellement paru après Le Dieu nu.                                                |
| Rupture dans le réel : Émergence                                         | septembre 1999                                  | The Reality Dysfunction (1996)                  | Robert Laffont Ailleurs et Demain               | (ISBN 2-2210-8993-6)                            | Dans la réédition, Rupture dans le réel ajoute Genèse en première partie avant Émergence et Expansion. |
| Rupture dans le réel : Expansion                                         | février 2000                                    | The Reality Dysfunction (1996)                  | Robert Laffont Ailleurs et Demain               | (ISBN 2-2210-8999-5)                            | |
| L’Alchimiste du Neutronium : Consolidation                               | octobre 2000                                    | The Neutronium Alchemist (1997)                 | Robert Laffont Ailleurs et Demain               | (ISBN 2-2210-8994-4)                            | |
| L’Alchimiste du Neutronium : Conflit                                     | septembre 2001                                  | The Neutronium Alchemist (1997)                 | Robert Laffont Ailleurs et Demain               | (ISBN 2-2210-9000-4)                            | |
| Le Dieu nu : Résistance                                                  | juin 2002                                       | The Naked God (1999)                            | Robert Laffont Ailleurs et Demain               | (ISBN 2-2210-9197-3)                            | |
| Le Dieu nu : Révélation                                                  | novembre 2002                                   | The Naked God (1999)                            | Robert Laffont Ailleurs et Demain               | (ISBN 2-2210-9216-3)                            | |
|                                                                          |                                                 |                                                 |                                                 |                                                 | |
|                                                                          |                                                 | A Second Chance At Eden (2005)                  |                                                 |                                                 | Recueil de nouvelles (Voir Nouvelles)                                                                  |
|                                                                          |                                                 |                                                 |                                                 |                                                 | |
| Dragon déchu                                                             | mai 2003                                        | Fallen Dragon (2001)                            | Bragelonne                                      | (ISBN 2-9155-4981-8)                            | Nomination du prix Arthur-C.-Clarke pour Meilleur roman (2002)                                         |
| La Saga du Commonwealth (The Commonwealth Saga (2004-2005))              |                                                 |                                                 |                                                 |                                                 | |
| L'Étoile de Pandore : Pandore abusée                                     | octobre 2005                                    | Pandora's Star (2004)                           | Bragelonne                                      | (ISBN 978-2-9155-4943-0)                        | |
| L'Étoile de Pandore 2 : Pandore menacée                                  | mars 2006                                       | Pandora's Star (2004)                           | Bragelonne                                      | (ISBN 978-2-9155-4978-2)                        | |
| L'Étoile de Pandore 3 : Judas déchaîné                                   | avril 2007                                      | Judas Unchained (2005)                          | Bragelonne                                      | (ISBN 978-2-3529-4042-5)                        | |
| L'Étoile de Pandore 4 : Judas démasqué                                   | septembre 2007                                  | Judas Unchained (2005)                          | Bragelonne                                      | (ISBN 978-2-3529-4090-6)                        | |
| La Trilogie du Vide (Void Trilogy (2007-2010))                           |                                                 |                                                 |                                                 |                                                 | |
| Vide qui songe                                                           | août 2008                                       | The Dreaming Void (2007)                        | Bragelonne                                      | (ISBN 978-2-3529-4207-8)                        | |
| Vide temporel                                                            | septembre 2009                                  | The Temporal Void (2008)                        | Bragelonne                                      | (ISBN 978-2-3529-4335-8)                        | |
| Vide en évolution                                                        | juin 2011                                       | The Evolutionary Void (2010)                    | Bragelonne                                      | (ISBN 978-2-3529-4479-9)                        | |
|                                                                          |                                                 |                                                 |                                                 |                                                 | |
| Manhattan à l'envers                                                     | novembre 2012                                   | Manhattan in Reverse (2011)                     | Bragelonne                                      | (ISBN 978-2-35294-612-0)                        | Recueil de nouvelles                                                                                   |
| La Grande Route du Nord 1                                                | octobre 2013                                    | Great North Road (2012)                         | Bragelonne                                      | (ISBN 978-2-35294-678-6)                        | Grand prix de l'Imaginaire 2015                                                                        |
| La Grande Route du Nord 2                                                | mars 2014                                       | Great North Road (2012)                         | Bragelonne                                      | (ISBN 978-2-35294-732-5)                        | Grand prix de l'Imaginaire 2015                                                                        |
| Les Naufragés du Commonwealth (The Chronicle of the Fallers (2014-2016)) |                                                 |                                                 |                                                 |                                                 | |
| L'Abîme au-delà des rêves                                                | octobre 2015                                    | The Abyss Beyond Dreams (2014)                  | Bragelonne                                      | (ISBN 978-2-35294-899-5)                        | |
| Une nuit sans étoiles                                                    | avril 2017                                      | Night Without Stars (2016)                      | Bragelonne                                      | (ISBN 979-10-281-0331-6)                        | |
| (The Books of The Realms (2014-2017))                                    |                                                 |                                                 |                                                 |                                                 | |
|                                                                          |                                                 | The Queen of Dreams (2014)                      |                                                 |                                                 | |
|                                                                          |                                                 | The Hunting of the Princes (2016)               |                                                 |                                                 | |
|                                                                          |                                                 | A Voyage Through Air (2017)                     |                                                 |                                                 | |
| Salvation (The Salvation Sequence (2018-2020))                           |                                                 |                                                 |                                                 |                                                 | |
| Les Portes de la délivrance                                              | novembre 2018                                   | Salvation (2018)                                | Bragelonne                                      | (ISBN 979-10-93835-33-4)                        | Également édité au format poche avec l' (ISBN 979-10-281-2173-0)                                       |
| Les Chemins de l'exode                                                   | septembre 2020                                  | Salvation Lost (2019)                           | Bragelonne                                      | (ISBN 979-10-281-1380-3)                        | Également édité au format poche avec l' (ISBN 979-10-281-1493-0)                                       |
| Le Signal des Saints                                                     | novembre 2021                                   | The Saints of Salvation (2020)                  | Bragelonne                                      | (ISBN 979-10-281-1695-8)                        | Également édité au format poche avec l' (ISBN 979-10-281-1452-7)                                       |
| L'Arche spatiale (Arkship Trilogy (2021-2023))                           |                                                 |                                                 |                                                 |                                                 | |
| Une brèche dans le ciel                                                  | juin 2023                                       | A Hole in the Sky (2021)                        | Bragelonne                                      | (ISBN 979-10-281-2125-9)                        | |
| La Fille de la Capitaine                                                 | septembre 2023                                  | The Captain's Daughter (2022)                   | Bragelonne                                      | (ISBN 979-10-281-1667-5)                        | |
| Reines sous un soleil lointain                                           | février 2024                                    | Queens of an Alien (2023)                       | Bragelonne                                      | (ISBN 979-10-281-1970-6)                        | |
| Exodus (2024-)                                                           |                                                 |                                                 |                                                 |                                                 | |
|                                                                          |                                                 | The Archimedes Engine (2024)                    |                                                 |                                                 | |

### Nouvelles
| Date | Titre français                     | Titre original                       | Note                                                                                    |
| ---- | ---------------------------------- | ------------------------------------ | --------------------------------------------------------------------------------------- |
| 1991 |                                    | Deathday                             | Dans A Second Chance at Eden                                                            |
| 1991 | Major’s Children                   |                                      |                                                                                         |
| 1991 |                                    | Sonnie's Edge                        | Dans A Second Chance at Eden                                                            |
| 1991 | The Seer of Souls                  |                                      |                                                                                         |
| 1992 |                                    | Falling Stones                       |                                                                                         |
| 1992 |                                    | Candy Buds                           | Dans A Second Chance at Eden                                                            |
| 1992 | Double Year Lost                   |                                      |                                                                                         |
| 1992 | De-De and the Beanstalk            |                                      |                                                                                         |
| 1993 |                                    | Adam's Gene                          |                                                                                         |
| 1993 | Bodywork                           |                                      |                                                                                         |
| 1993 |                                    | The Lives And Loves of Tiarella Rosa | Dans A Second Chance at Eden                                                            |
| 1993 | Spare Capacity                     |                                      |                                                                                         |
| 1993 | White Loci Peak                    |                                      |                                                                                         |
| 1994 |                                    | Eat Reecebread                       | Écrite avec Graham Joyce.                                                               |
| 1994 | Je rêvais d'étoiles                | Starlight Dreamer                    | Parue dans Science-fiction 2006 en janvier 2006.                                        |
| 1996 |                                    | Softlight Sins                       |                                                                                         |
| 1997 | Issue de secours                   | Escape Route                         | Dans A Second Chance at Eden et dans la revue Galaxies no 24, en mars 2002.             |
| 1997 |                                    | The White Stuff                      | Écrite avec Graham Joyce.                                                               |
| 1997 |                                    | New Days Old Times                   | Dans A Second Chance at Eden                                                            |
| 1997 |                                    | A Second Chance At The Eden          | Dans A Second Chance at Eden                                                            |
| 1998 |                                    | The Web: Lightstorm                  | De la série The Web, livre pour enfants.                                                |
| 2000 |                                    | The Suspect Genome                   | Prix British Science Fiction de la meilleure fiction courte 2000                        |
| 2000 | En regardant pousser les arbres    | Watching Trees Grow                  | Dans l'anthologie Faux Rêveur de Peter Crowther en 2002.                                |
| 2001 |                                    | Fallen Dragon                        |                                                                                         |
| 2002 |                                    | Misspent Youth                       |                                                                                         |
| 2005 | Un électorat qui marche            | Footvote                             | Dans Manhattan à l'envers                                                               |
| 2005 | Le Chaton éternel                  | The Forever Kitten                   | Dans Manhattan à l'envers                                                               |
| 2007 | Béni par un ange                   | Blessed by an Angel                  | Dans l'anthologie Le Nouveau Space Opera de Gardner Dozois et Jonathan Strahan en 2008. |
| 2011 | Si du premier coup…                | If At First…                         | Dans Manhattan à l'envers                                                               |
| 2011 | Le Piège à démons                  | The Demon Trap                       | Dans Manhattan à l'envers                                                               |
| 2011 | Manhattan à l'envers               | Manhattan in Reverse                 | Dans Manhattan à l'envers                                                               |
| 2011 | The Return of the Mutant Worms     |                                      |                                                                                         |
| 2014 |                                    | Family Matters                       |                                                                                         |
| 2016 |                                    | A Window Into Time                   |                                                                                         |
| 2016 | Ten Love Songs to Change the World |                                      |                                                                                         |
| 2019 |                                    | Genesong                             |                                                                                         |
| 2021 |                                    | Light Chaser                         | Écrite avec Gareth L. Powell                                                            |

### Anthologies
| Titre français         | Dépôt légal  | Titre original                                                             | Anthologiste                    | Éditeur    | ISBN                     | Note |
| ---------------------- | ------------ | -------------------------------------------------------------------------- | ------------------------------- | ---------- | ------------------------ | ---- |
|                        |              | The Best of Interzone (1997)                                               |                                 |            |                          |      |
|                        |              | The Mammoth Book of Best New Science Fiction 11th Annual Collection (1997) |                                 |            |                          |      |
|                        |              | New Worlds (1997)                                                          |                                 |            |                          |      |
|                        |              | The Year's Best Science Fiction Fifteenth Annual Collection (1998)         |                                 |            |                          |      |
|                        |              | The Good New Stuff (1999)                                                  |                                 |            |                          |      |
| Faux Rêveur            | janvier 2002 | Futures (2001)                                                             | Peter Crowther                  | Bragelonne | (ISBN 978-2-9143-7015-8) |      |
| Science-Fiction 2006   | janvier 2006 |                                                                            |                                 | Bragelonne | (ISBN 978-2-9155-4957-7) |      |
| Le Nouveau Space Opera | mars 2009    | The New Space Opera (2007)                                                 | Gardner Dozois Jonathan Strahan | Bragelonne | (ISBN 978-2-3529-4278-8) |      |

## Distinctions

### Récompense
- Prix British Science Fiction de la meilleure fiction courte 2000[6] pour Meilleure nouvelle The Suspect Genome

### Nomination
- Prix Arthur-C.-Clarke pour Meilleur roman Dragon déchu 2002

### Revues
- Bifrost
  - no 14 du juin 1999, The reality dysfunction, critique de Pascal J. Thomas.
  - no 19 du juillet 2000, Rupture dans le réel (les deux tomes), critique de Claude Ecken.
  - no 26 du avril 2002, L'alchimiste du Neutronium 2 : Conflit, critique de Claude Ecken.

- Galaxies
  - no 15 du décembre 1999, Rupture dans le réel 1 : Emergence, critique de Marie-Laure Vauge.
  - no 16 du mars 2000, Rupture dans le réel 2 : Expansion, critique de Marie-Laure Vauge.
  - no 20 du mars 2001, L'Alchimiste du neutronium 1 : Consolidation, critique de Claude Ecken.
  - no 24 du mars 2002, Dossier Peter F. Hamilton :
    - Je n'écarte pas l'idée d'une suite, entretien de Jean-Daniel Brèque.
    - Peter F. Hamilton : Enquêtes et fresques', de Jean-Daniel Brèque
    - Bibliographie, par Jean-Daniel Brèque

  - no 26 du septembre 2002, Le Dieu nu 1 : Résistance, critique de Claude Ecken.
  - no 28 du avril 2003, Le Dieu nu 2 : Révélation, critique de Claude Ecken.
  - no 30 du septembre 2003, Dragon déchu, critique de Jean-François Thomas.
  - no 39 du printemps 2006, L'Étoile de Pandore, critique de Claude Ecken.
  - no 40 du été 2006, L'Étoile de Pandore 2, critique de Claude Ecken.

- Khimaira
  - no 20 du septembre 2003 (1re série), Rupture dans le réel (les trois tomes en pocket), critique de Christian Simon.
  - no 8 du octobre 2006 (2e série), L'Étoile de Pandore 2, critique d'Alberto Iglesias.